# 徐安国
徐安国，宋朝政治人物。
徐安国曾于1179年接替赵汝譓任华亭县知县一职，1182年由杨樗年接任。